# Schmerbach (Creglingen)
Schmerbach ist ein Stadtteil von Creglingen im Main-Tauber-Kreis im fränkisch geprägten Nordosten Baden-Württembergs.

## Geographie
Das Dorf dehnt sich in der Quellmulde des gleichnamigen Schmerbachs aus. Zur Gemarkung der ehemaligen Gemeinde Schmerbach gehört neben dem Dorf Schmerbach (⊙) kein weiterer Wohnplatz.

## Geschichte

### Mittelalter
Der Ort wurde im Jahre 1274 erstmals urkundlich als Smerenbach erwähnt. Im 13. Jahrhundert gab es vermutlich einen Ortsadel. Im 14. Jahrhundert war Schmerbach im Besitz der Hohenlohe, welche 1321 und 1325 Güter an das Kloster Schäftersheim und den Deutschen Orden überließen. Schmerbach gelangte wohl im Jahre 1399 zusammen mit der Herrschaft Lichtel an die Stadt Rothenburg ob der Tauber. Im 15. Jahrhundert war der Ort zeitweilig im Besitz der Rothenburger Spörlin, welche den Ort in den 1460er Jahren wieder der Stadt verkauften.

### Neuzeit
Im Jahre 1526 wurde Schmerbach in einer Fehde Adams von Thüngen gegen die Stadt Rothenburg zerstört. 1645 wurde Schmerbach erneut schwer in Mitleidenschaft gezogen, als ein Brand fast alle Häuser vernichtete. Der Ort fiel mit Rothenburg im Jahre 1806 an Bayern und bereits 1810 mit dem Grenzvertrag zwischen Bayern und Württemberg wiederum an das Königreich Württemberg und gehörte seitdem zum Oberamt Mergentheim und seit 1938 zum Landkreis Mergentheim, der zum 1. Januar 1973 im neu gebildeten Main-Tauber-Kreis aufging.
Bis zum Jahre 1851 war Schmerbach eine Parzelle der ehemals eigenständigen Gemeinde Oberrimbach. Am 1. Februar 1972 wurde Schmerbach in die Stadt Creglingen eingegliedert.

### Einwohnerentwicklung
Die Bevölkerung von Schmerbach entwickelte sich wie folgt:
| Jahr | Gesamt |
| ---- | ------ |
| 1961 | 227    |
| 1970 | 208    |
| 2016 | 161    |

## Politik
Die Blasonierung des Schmerbacher Wappens lautet: In geteiltem Schild oben in Silber ein schreitender, rot bewehrter und rot bezungter hersehender schwarzer Löwe (Leopard) mit untergeschlagenem Schweif, unten in Schwarz ein silberner Wellenschrägbalken.

## Religion
Seit dem 16. Jahrhundert übte die Stadt Rothenburg die Kirchenaufsicht über Schmerbach aus. Von 1642 bis 1662 wurde der Ort von den Pfarrern von Lichtel betreut. Die heutige evangelische Pfarrei Schmerbach umfasst die Stadtteile Blumweiler (ohne Wolfsbuch und Weiler, die zur evangelischen Kirchengemeinde Finsterlohr gehören) und Schmerbach der Stadt Creglingen.
Die Katholiken gehören kirchlich zu Creglingen.

## Kultur und Sehenswürdigkeiten

### Evangelische Kirche
Die evangelische Pfarrkirche in Schmerbach ist ein neugotischer Bau von 1872 mit altem Turm und Mauerresten einer alten Kirchenbefestigung.

### Rad- und Wanderwege
Schmerbach liegt am Radweg Liebliches Taubertal – der Sportive.

## Verkehr
Schmerbach ist aus südlicher und nordwestlicher Richtung jeweils über die L 1005 zu erreichen, die den Ort durchquert.